# Húzótüske
A Húzótüske a Nehézipari Műszaki Egyetem humoros folyóirata volt, amit eredetileg a Gépészmérnöki Kar hallgatói alapítottak, a Budapesti Műszaki Egyetem Vicinális Dugóhúzója mintájára.
A kiadvány megjelentetésének gondolata 1954-ben merült fel először, amikor gépészmérnök hallgatók gondolták úgy, hogy a miskolci egyetemen is össze kellene állítani egy szatirikus évkönyvet, a Megfagyott muzsikus és a Vicinális dugóhúzó mintájára. Ezzel az ötlettel megkeresték Terplán Zénó professzort, aki azonnal felkarolta az elképzelést. Az évkönyv a Húzótüske nevet kapta (a húzótüske az üregelés szerszáma), és az 1954-es első megjelenést még számos kiadás követte: 1991-ig tizennégy kötete jelent meg. A sajtó alá rendezést mindvégig Terplán Zénó végezte, aki A Húzótüske patrónusa címet érdemelte ki munkásságával. A sikeres bemutatkozást követően a másik két kar, a Kohómérnöki és a Bányamérnöki kar hallgatói és oktatói is beszálltak a szerkesztő munkába, ötleteikkel, írásaikkal, rajzaikkal gazdagították a kiadványokat. A húzótüske a későbbiekben „szobrot” is kapott az egyetem ún. Uv-dombja (Uv = utóvizsga) tetején.
Egy elterjedt legenda szerint a Húzótüske elnevezésnek a következő a „hiteles” története:
„Gyárlátogatáson 1952-ben a Csepel Vas- és Fémművekben (ahol egyszer Lancsarics prof, azaz Lancsa bá' is tévedett). Lancsa bácsi odamegy az egyik dolgozóhoz, aki valami hosszúmenetes dolgot gyártott esztergapadján és megkérdezi:
– Mondja csak, tisztelt elvtárs, mi ez, húzótüske?
– Á dehogy, egy vezérorsó – feleli a dolgozó.
Lancsa bácsi csendesen morfondírozva elballag a következő munkacsoporthoz, majd meglátja, hogy ott ismét olyasmit gyártanak. L. a hallgatókhoz:
– Tisztelt elvtársak! Jöjjenek csak közelebb! Ez itt, látják, egy esztergapad vezérorsója!
Mindenki szájtátva bámul, mire megszólal az egyik dolgozó:
– Nem vezérorsó ez kérem, hanem húzótüske!”